# 大間間站
大間間站（日语：／ Ōmama eki */?）是位於群馬縣綠市大間間町大間間1375番地，渡良瀨溪谷鐵道的渡良瀨溪谷線車站。車站編號為WK05。

## 歷史
- 1911年（明治44年）4月15日 - 足尾鐵道大間間町站啟用[2]。
- 1912年（大正元年）12月1日 - 車站改名為大間間站[3]。
- 1918年（大正7年）6月1日 - 足尾鐵道國有化，成為國有鐵道足尾線車站。
- 1987年（昭和62年）4月1日 - 伴隨國鐵分割民營化，車站由東日本旅客鐵道（JR東日本）營運[4]。
- 1989年（平成元年）3月29日 - 足尾線由渡良瀨溪谷鐵道接管，成為渡良瀨溪谷線車站。

## 車站構造

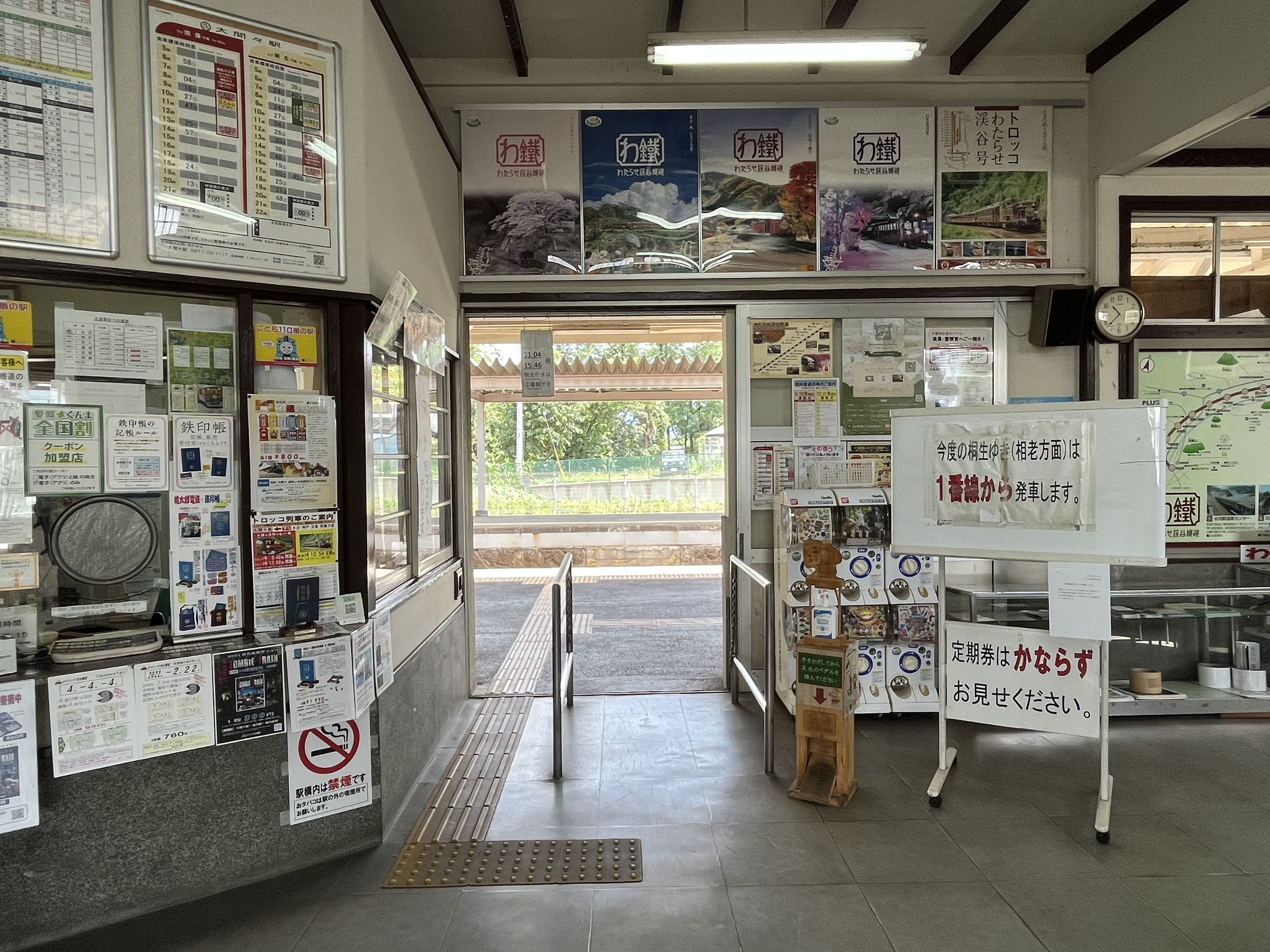
驗票口(2023年8月)

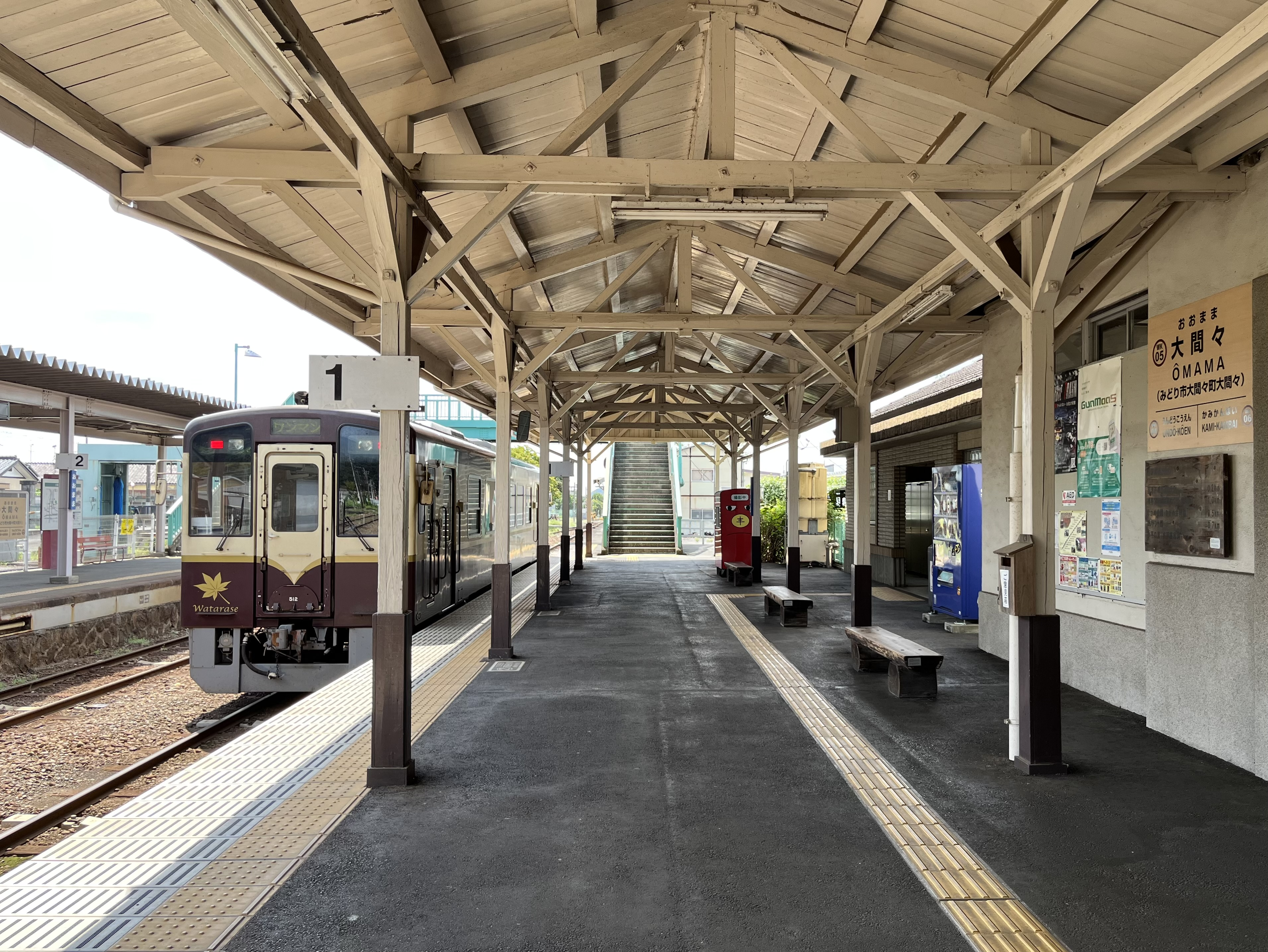
1號月台(2023年8月)

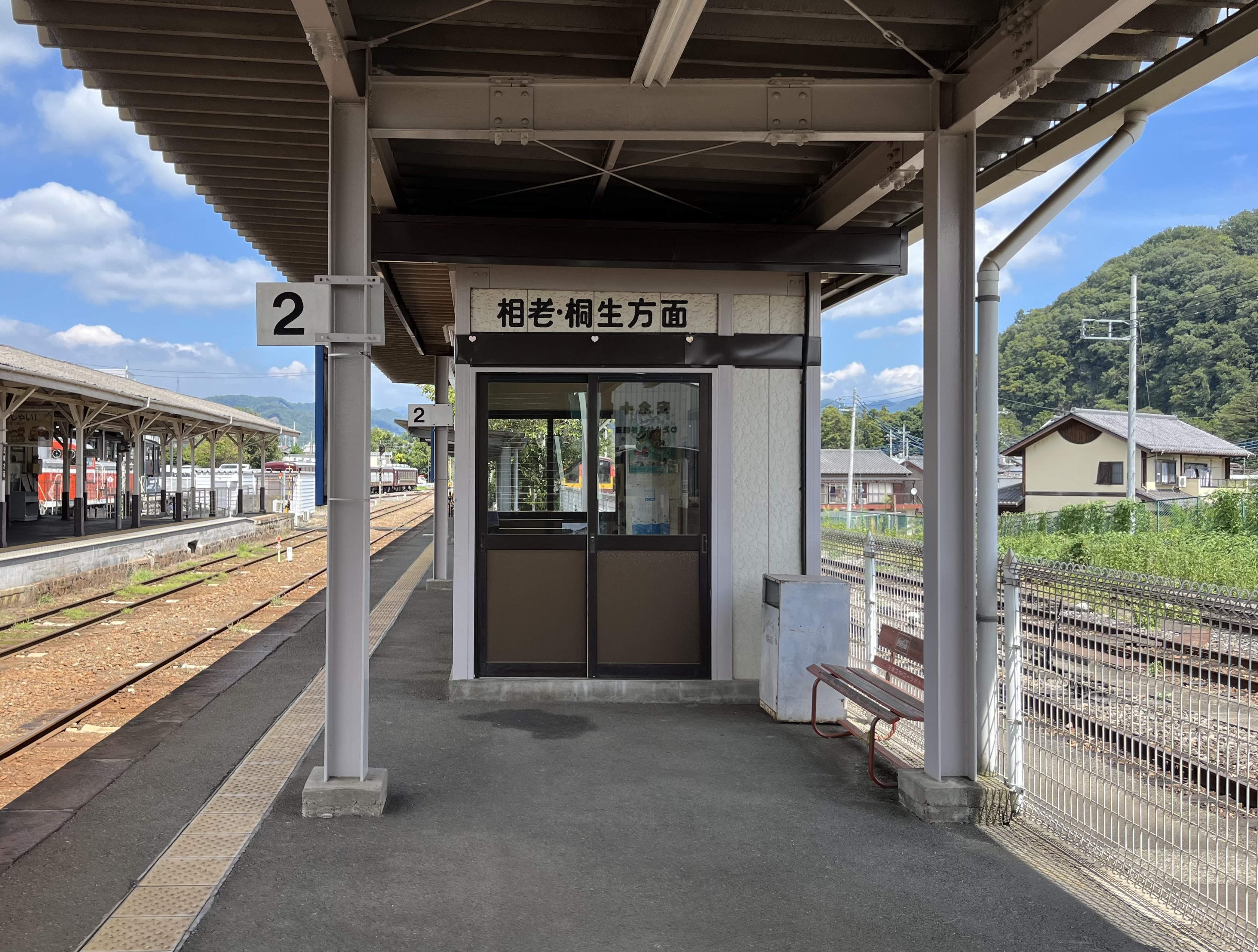
2號月台(2023年8月)

此站是地面車站，設有2面2線的相對式月台，另外設有1線的港灣式月台，該月台為小火車「渡良瀨溪谷號」專用月台（0號月台）。此站是渡良瀨溪谷鐵道的中心車站，設有管理路線的CTC。
下行間藤方向的列車使用1號月台。上行桐生方向的列車基本上使用2號月台，但是從此站出發列車使用1號月台。站內設有總部和車廠，首班列車會在此站夜間停泊。小列車乘車專用月台上設有柴油機車機走專用的轉轍器。
此站設有列車進行結併和分離車廂。日間基本上以1卡編成的列車為主。而在平日通勤上學的上下午繁忙時間中，設有2卡編成的班次。在營業中的列車會由1輛增加至2輛列車，由2輛列車分離至剩下1輛列車。在路線少甚少設有增加至3輛的列車。3輛編成的列車會減至2輛。另外，在分離和結併車廂之際，為了確得安全，車輛會暫時關閉柴油引擎，作業完成後再次啟用。分離的車輛會返回車廠或折返至桐生。在假日早上9時44分出發前往桐生的列車會增加1輛。
在渡良瀨溪谷鐵道職員配置車站中，只有此站和相老站兩站。此站設有指令所，因此此站為職員整日配置車站。而售票櫃臺營業時間和檢票時間由早上7時30分至黃昏6時40分。而自動售票機的運作時間由首班車至尾班車。售票櫃臺可購買東日本旅客鐵道（JR東日本）兩毛線內和東武伊勢崎線的聯絡車票，也可購買企劃車票和站收費停車場使用券。在櫃臺營業時間外，停車場使用券售賣處改在站前的羅森內。
站前設有停車場，並保存了Wa89-100形101號車和Wa89-300形302號車，兩車輛為連結狀態。

### 月台
| 月台 | 路線          | 上下行 | 方向                             | 備註                       |
| ---- | ------------- | ------ | -------------------------------- | -------------------------- |
| 0    | ■渡良瀨溪谷線 | -      | 小火車渡良瀨溪谷號神戶、足尾方向 | 小火車渡良瀨溪谷號專用月台 |
| 1    | ■渡良瀨溪谷線 | 下行   | 水沼、神戶、足尾、間藤方向       |                            |
| 2    | ■渡良瀨溪谷線 | 上行   | 相老、桐生方向                   |                            |

### 配線圖
|                 | 桐生、大間間地區的鐵路線位置配線 |
| 图例 参考文献： |                                  |

## 使用狀況
大型巴士（觀光巴士）可以在此站停泊，因此在觀光季節期間，此站比桐生站多人使用。
從此站出發的小火車「渡良瀨溪谷站」中，在運行日和紅葉季節時期，於早上9時至11時時段下行列車較多觀光客乘車。在早上通勤時間也會較多人使用。由於車站內設有總部、車廠和維護設施，因此較多鐵路人員使用此站。在早上設有區間列車行走此站與兩毛線轉乘站。
早上和黃昏高校生會使用此站。大間間中學位於鄰站上神梅站，因此中學生會使用鐵路從此站前往該站。
| 1日上下車人次變化 | 1日上下車人次變化 |
| 年度              | 1日平均人次       |
| ----------------- | ----------------- |
| 2011年            | 477               |
| 2012年            | 519               |
| 2013年            | 468               |
| 2014年            | 492               |
| 2015年            | 488               |

## 車站周邊
- 綠市政廳大間間廳舍（舊・大間間町（日语：大間々町）公所）
- 群馬縣立大間間高等學校（日语：群馬県立大間々高等学校）
- 綠市立大間間中學（日语：みどり市立大間々中学校）
- 綠市立大間間圖書館
- 大間間博物館（牙形石館）
- 大間間郵局（日语：大間々郵便局）
- 赤城站 - 車站南邊1公里
- 國道122號
- 菜龜公園
  - 菜龜餘興場（日语：ながめ余興場）
- 高津戶峽（日语：高津戸峡）　
  - 鱍瀧橋（日语：はねたき橋）
  - 高津戶城（日语：高津戸城）

## 相鄰車站
渡良瀨溪谷鐵道
■渡良瀨溪谷線
- 小火車列車停車站

運動公園（WK04）－大間間（WK05）－上神梅（WK06）

## 注腳
1. 1 2  國土數値情報(不同車站上下車數據)  （页面存档备份，存于）（日語） - 國土交通省，2018年3月20日參閲
2. ↑  「運輸開始」『官報』1911年4月20日（國立國會圖書館數碼化收藏）
3. ↑  「停車場改称」『官報』1912年11月27日（國立國會圖書館數碼化收藏）
4. ↑  『交通年鑑 昭和63年版』 交通協力會，1988年3月。
5. ↑  川島令三，《東北ライン 全線・全駅・全配線 第1巻 両毛エリア》，pp.50-55，講談社，2014年7月，ISBN 978-4062951685

## 外部連結
- 渡良瀨溪谷鐵道｜大間間站 （页面存档备份，存于）（日語）